# Danny Yanga
Danny Yanga (* 3. Januar 1983 auf Curaçao, Niederländische Antillen) ist ein niederländischer Sänger, Schauspieler, Moderator und Model.

## Leben und Karriere
Danny Yanga wuchs auf Curaçao (einer der Inseln der Niederländischen Antillen) auf und nahm dort Gesangsunterricht. Mit 18 Jahren begann er seine Karriere als Model und gewann schon ein Jahr später, 2002, eine Auszeichnung als bestes Männermodel der Antillen.
Bekannt wurde er 2004 in dem von Joop van den Ende inszenierten Musical Der König der Löwen in der Hauptrolle des jungen Simba. Dort spielte er zwei Jahre lang im Circus Theater in Scheveningen. Von 2006 bis 2007 bekam er wieder eine Hauptrolle, als Vogelscheuche „Scarecrow“ in dem Musical The Wiz im Beatrix Theater in Utrecht.
2008 begann er seine musikalische Karriere als Solo-Künstler mit seiner Tournee „Danny Yanga in Concert“ in seiner Heimat. Kurz darauf sang und tanzte er entweder als Solist oder auch zusammen mit Anita Meyer und Lee Towers im Orchester „Hollywood in Concert“ in den Niederlanden. Weiterhin spielte er 2009 in „Viva Las Vegas“ und einer anderen Show aus Curaçao mit.
Nebenbei war er Moderator einer Fernsehsendung auf Curaçao und moderierte ein Radioprogramm für Kinder. Seine Songs waren sehr erfolgreich, denn er hatte unter anderem mehrere Nummer-1-Hits auf verschiedenen Radiostationen auf den Antillen. Er singt seine eigenen Songs in seiner Muttersprache Papiamentu, kann aber auch englisch, niederländisch und deutsch singen. Aktuell arbeitet er neben seiner Hauptrolle im Musical an seinem ersten Album. Außerdem kann sich das Multitalent neben seinen gesanglichen Erfolgen auch über internationale Modelauszeichnungen freuen.
Eine der führenden niederländischen Zeitungen (de Volkskrant) beschrieb ihn als „musikalische Dreieinigkeit“, als Sänger, Tänzer und Schauspieler.
Seit 2010 ist er nun wieder als Simba im Musical Der König der Löwen, im Stage-Theater in Hamburg zu sehen.
Danny Yanga lebt zurzeit in Hamburg.

## Diskografie und Shows

### Singles
- 2008: Mi No Ke Soña (→ bei iTunes)

### Shows und Musicals
- 2004–2006: Der König der Löwen – Simba Hauptrolle (Niederlande)
- 2006–2007: Musical The Wiz – Hauptrolle Scarecrow (Niederlande)
- 2008: Danny Yanga in Concert – als Solo-Künstler (Curaçao)
- 2009: Supermodel – das Musical – als Mike (Niederlande)
- 2009: Hollywood in Concert – als Solo-Künstler (Niederlande)
- 2009: Viva Las Vegas – als Solo-Künstler (Curaçao)
- 2009: White Christmas in Theater – als Solo Artis (Curaçao)
- 2010–2015: Der König der Löwen – Simba Hauptrolle (Deutschland)

## Auszeichnungen
- 2001: Male Model of the World (Hollywood)
- 2002: Male Model of Curaçao (Curaçao)
- 2009: Treasure of Curaçao (Curaçao)